# (54563) Kinokonasu
(54563) Kinokonasu est un astéroïde de la ceinture principale.

## Description
(54563) Kinokonasu est un astéroïde de la ceinture principale. Il fut découvert le 31 août 2000 à l'observatoire Goodricke-Pigott par Roy A. Tucker. Il présente une orbite caractérisée par un demi-grand axe de 3,11 UA, une excentricité de 0,19 et une inclinaison de 11,9° par rapport à l'écliptique.
Le nom de cet astéroïde est celui de l'auteur japonais Kinoko Nasu.